# Cryphia tabora
Cryphia tabora là một loài bướm đêm trong họ Noctuidae.